# Гаджиева, Айзанат Шапиевна
Айзанат Шапиевна Гаджиева (род. 30 ноября 1987, Сулак, Махачкала, Дагестанская АССР, РСФСР, СССР) — российская и азербайджанская боксёрша.

## Биография
По национальности — ногайка.
Боксом занимается с 1998 года. Занималась в СШОР имени М-С. И. Умаханова в Махачкале. Первый тренер — Алексей Шахсинов. В 2004 году окончила среднюю школу в посёлке Сулак. Окончила Дагестанский государственный педагогический университет, спортивно-педагогический факультет. Живёт и тренируется в посёлке Афипский Краснодарского края. Тренеры — А. Н. Денисов, Э. В. Нам, Ш. А. Сабиров.
Чемпионка России (2007, 2008 — до 60 кг). Серебряный (2009, 2014 — до 60 кг) и бронзовый (2004 — до 46 кг; 2013 — до 60 кг) призёр чемпионатов России.
Бронзовый призёр чемпионата Европы 2007 года в категории до 60 кг.
Бронзовый призёр чемпионата мира 2008 года в категории до 60 кг.
На чемпионатах мира 2012 и 2016 годов выступала за Азербайджан.